# Chimie nucleară
Chimia nucleară este o ramură a chimiei care se ocupă cu studiul aspectelor chimice referiotare la
1. proprietățile nucleare (precum structura nucleului atomic, reacțiile nucleare și dezintegrările radioactive)
2. proprietățile elementelor de la sfirșitul sistemului periodic (pentru care detectarea radiațiilor nucleare este esențială)
3. fenomenele macroscopice în care sunt implicate procese nucleare (de exemplu, radiocronologia, astrofizica etc.)
4. aplicarea tehnicilor de analiză bazate pe fenomene nucleare (precum analiza prin activare sau utilizarea trasorilor radioactivi) în studiul problemelor științifice dintr-o varietate de domenii științifice sau tehnice.

## Relație cu alte discipline
Chimia nucleară este strâns legată de radiochimie, care la rândul său se ocupă de studiul radioactivității naturale și artificiale și utilizarea radioizotopilor în studiul proceselor chimice. Radiochimia include activități precum (a) metode radioanalitice, (b) aplicații ale radionuclizilor în discipline din afara ariei chimiei (de exemplu, medicina), (c) chimia (în directă relație cu fizica) radioizotopilor, (d) chimia materialelor puternic radioactive și (e) metode de marcare izotopică.
Radiochimia și chimia nucleară nu trebuiesc confundate cu chimia radiativă (chimia radiațiilor), domeniu care se ocupă cu studiul efectelor chimice induse de către radiațiile ionizante. 
Activitățile specifice chimiei nucleare sunt folosite în diverse ramuri tradiționale ale chimiei precum chimia anorganică (de exemplu, structură și reactivitate), organică (de exemplu, strucură și reactivitate), analitică (de exemplu, analiza prin activare, titrarea radiometrică, radiocromatografia etc.) și chimia fizică (de exeplu, studii de cinetică și termodinamică chimică, coroziune etc.). 
De asemenea, chimia nucleară se suprapune într-o oarecare măsură cu fizica nucleară. Împreună, acestea sunt denumite generic științe nucleare. Există însă diferențe majore între cele două. Fizica nucleară se concentrează în mare măsură pe interacțiunea particulelor elementare și regulile de simetrie care guvernează comportamentul acestora. Dimpotrivă, chimia nucleară are drept obiect de studuiul fenomenelor mult mai complexe, în care primează comportamentul statistic. Chimia nucleară este disciplina care studiază aplicațiile practice ale fenomenelor nucleare (evident, cu ajutorul cunoștințelor specifice fizicii nucleare). Studiul ciclului combustibilului nuclear sau migrarea radionuclizilor în mediul înconjurător sunt domenii care implică aproape exclusiv cunoștințe de chimie nucleară. 
Iată câteva exemple de capitole studiate la un curs universitar de chimie nucleară (a se avea în vedere aspectele referitoare la suprapunerea dintre discipline): 
- Structura atomului și a nucleului atomic
- Proprietăți nucleare
- Forțe nucleare
- Dezintegrări nucleare, tipuri de radiații nucleare
- Cinetica dezintegrărilor radioactive
- Radiotrasori
- Reacții nucleare
- Cosmochimia
- Fisiunea și fuziunea nucleară
- Reactori nucleari și acceleratori de particule
- Elementele transuraniene
- Chimia ciclului combustibilului nuclear
- Aplicații analitice ale reacțiilor nucleare
- Intracția radiațiilor cu materia
- Detectori de radiații
- Tehnici radiochimice utilizate în cercetarea nucleară

## Aplicații
După descoperirea fenomenului de radioactivitate (1896), aplicațiile practice ale acestuia s-au dezvoltat rapid. Astfel, de mare notorietate este utilizarea fisiunii nucleare în reactori nucleari energetici, respectiv bombe atomice. Alături de aceste aplicații industriale sau militare, studiul radioactivității naturale sau induse (artificiale) și-a găsit aplicații practice în arheologie, biologie, chimie, cosmologie, dozimetrie, ecologie, geologie, istorie, fizică, medicină, diferite ramuri industriale etc. Din păcate, testele și accidentele nucleare au indus publicului larg frica de radioactivitate (radiofobie), atât în absența cunoștințelor solide de radioprotecție, cât și din cauza dificultății de a stăpâni total complexitatea fenomenologică și tehnologică asociată fisiunii și fuziunii nucleare.
În prezent, în majoritatea statelor lumii există un control strict asupra producerii, deținerii și utilizării substanțelor radioactive (surse de radiații) și a generatorilor de radiații. România este parte a convențiilor internaționale referitoare la utilizarea pașnică a surselor de radiații, neproliferarea armamentului nuclear, monitorizarea dozimetrică a personalului expus profesional, eliberarea surselor de radiații în mediul înconjurător etc.

## Istoric
Radioactivitatea naturală a fost descoperită în 1896 de Henri Becquerel, pe când studia luminescența unor săruri ale uraniului.
În 1898, soții Marie și Pierre Curie au descoperit poloniul și radiul, două elemente cu radioactivitate mult superioară celei a uraniului. 
James Chadwick confirmă în 1932 existența neutronilor. 
Radioactivitatea artificială a fost descoperită de soții Irène și Frédéric Joliot-Curie în 1934. 
Legile generale ale dezintegrărilor radioactive au fost elaborate de către Ernest Rutherford și Frederick Soddy în 1903. 
Rezultatele bombardării uraniului cu neutroni s-au dovedit a fi interesante și enigmatice. Studiate prima dată de Enrico Fermi și colegii lui în 1934, rezultatele experimentale au fost interpretate corect abia după câțiva ani. În 1939, Otto Hahn și Fritz Strassmann publică în Naturwissenschaften o lucrare care a demonstrat că bariul apare în urma bombardării uraniului cu neutroni, demonstrând astfel fisiunea nucleară.
Enrico Fermi și Leó Szilárd, ambii de la Universitatea din Chicago, au construit un reactor nuclear operabil în regim controlat (1942). Primul reactor nuclear din SUA a fost utilizat pentru a produce plutoniu pentru arma nucleară. În 1945, SUA au folosit bomba nucleară asupra orașelor japoneze Hiroshima și Nagasaki, evenimente care au dus la capitularea Japoniei în cel de-al doilea Război Mondial. Alți reactori au fost folosite în propulsia navală (submarine, nave militare). În prezent, circa 20 % din necesarul de energie mondială este asigurat de către reactorii de fisiune comerciali.